# Frankfurt-Fechenheim

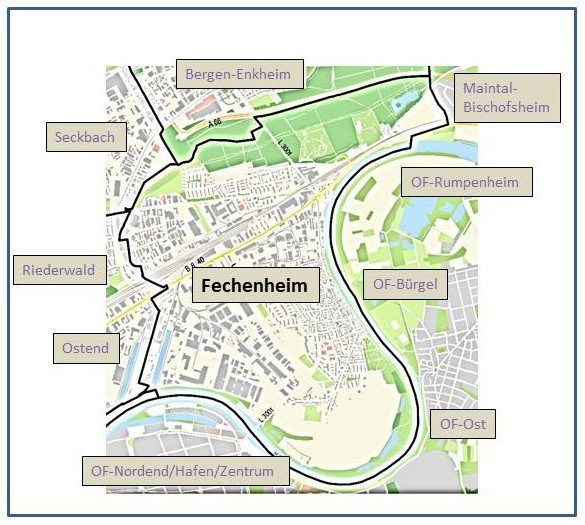
Frankfurt-Fechenheim und seine anliegenden Nachbargemeinden

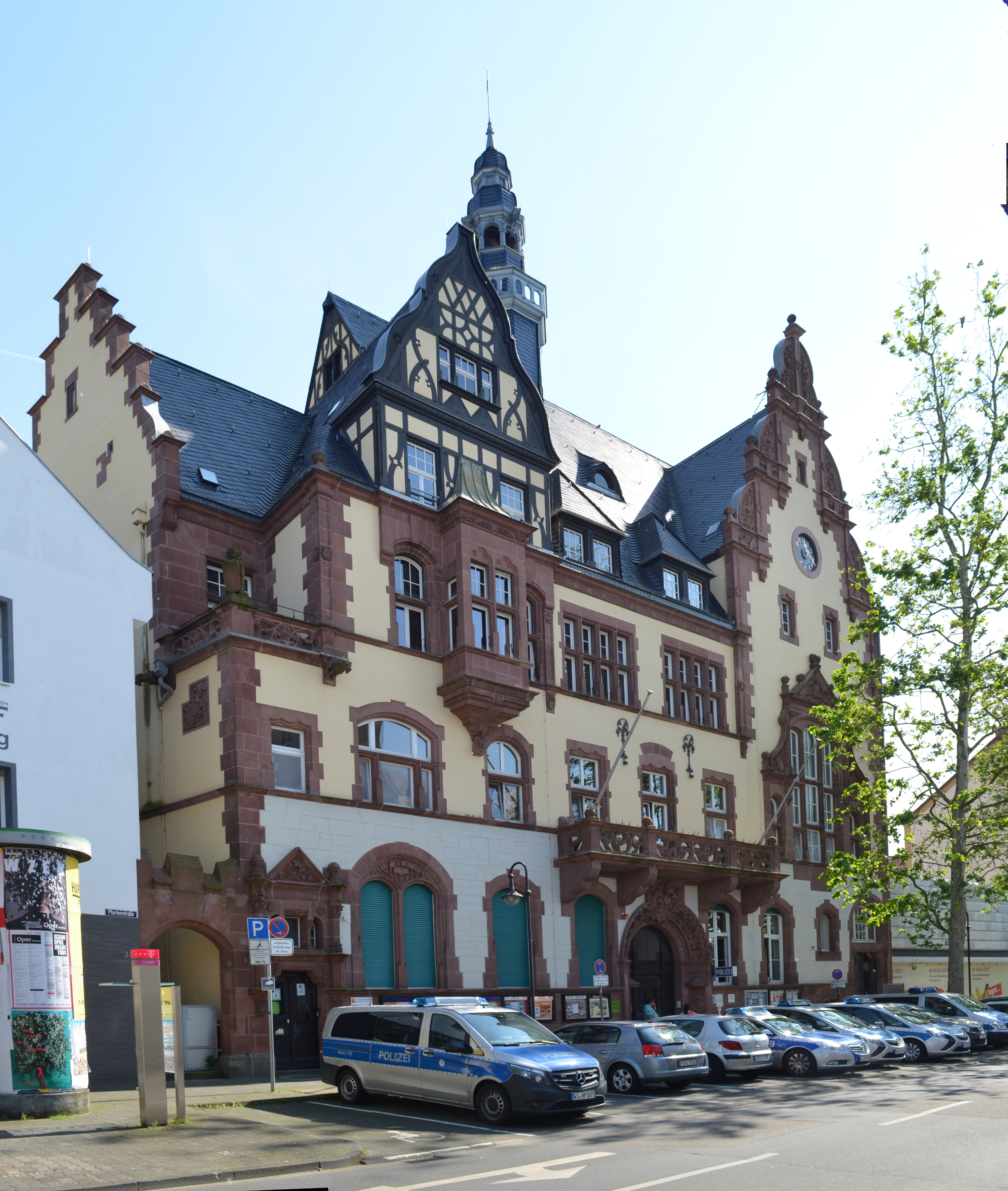
Rathaus

Fechenheim ist seit dem 1. April 1928 ein Stadtteil von Frankfurt am Main.
Ursprünglich war der Ort ein kleines Fischerdorf im Mainbogen, das 1928 nach Frankfurt eingemeindet wurde. Neben dem dörflichen Ortskern im Süden sind große Teile von Industrieanlagen und Gewerbegebieten im Nordwesten geprägt.
Die Einwohnerzahl beträgt 17.143.

## Geografische Lage
Fechenheim liegt 105 m über NN, ca. 5 km östlich der Hauptwache und nördlich des Mains. Der Stadtteil grenzt im Norden an Frankfurt-Bergen-Enkheim, im Westen an den Riederwald und das Ostend, am anderen, südlichen Mainufer liegt Offenbach am Main sowie Offenbach-Bürgel im Osten.

## Geschichte

### Mittelalter
Die älteste erhaltene, sichere Erwähnung stammt aus einer von zwei erhaltenen Urkunden Otto II. aus dem Jahr 977. Eine Erwähnung des Dorfes als „Vechenheim“ aus einer von 4 Urkunden von Karl III. dem Jahr 881 ist wegen der Unklarheit ihres tatsächlichen Entstehungsdatums – jedenfalls nicht vor 977 – zweifelhaft.
Nach verschiedenen Vorbesitzern befand sich das Dorf 1412 in den Händen der Familien von Speyer und Weiß. 1473 und 1484 erwarb Graf Philipp I. von Hanau-Münzenberg das Dorf von ihnen und wurde 1484 vom König zudem mit dem dortigen Gericht belehnt. In der Grafschaft Hanau gehörte Fechenheim zum Amt Bornheimerberg.
Das Kirchenpatronat der örtlichen Kirche stand dem Bartholomäusstift in Frankfurt zu.

### Historische Namensformen

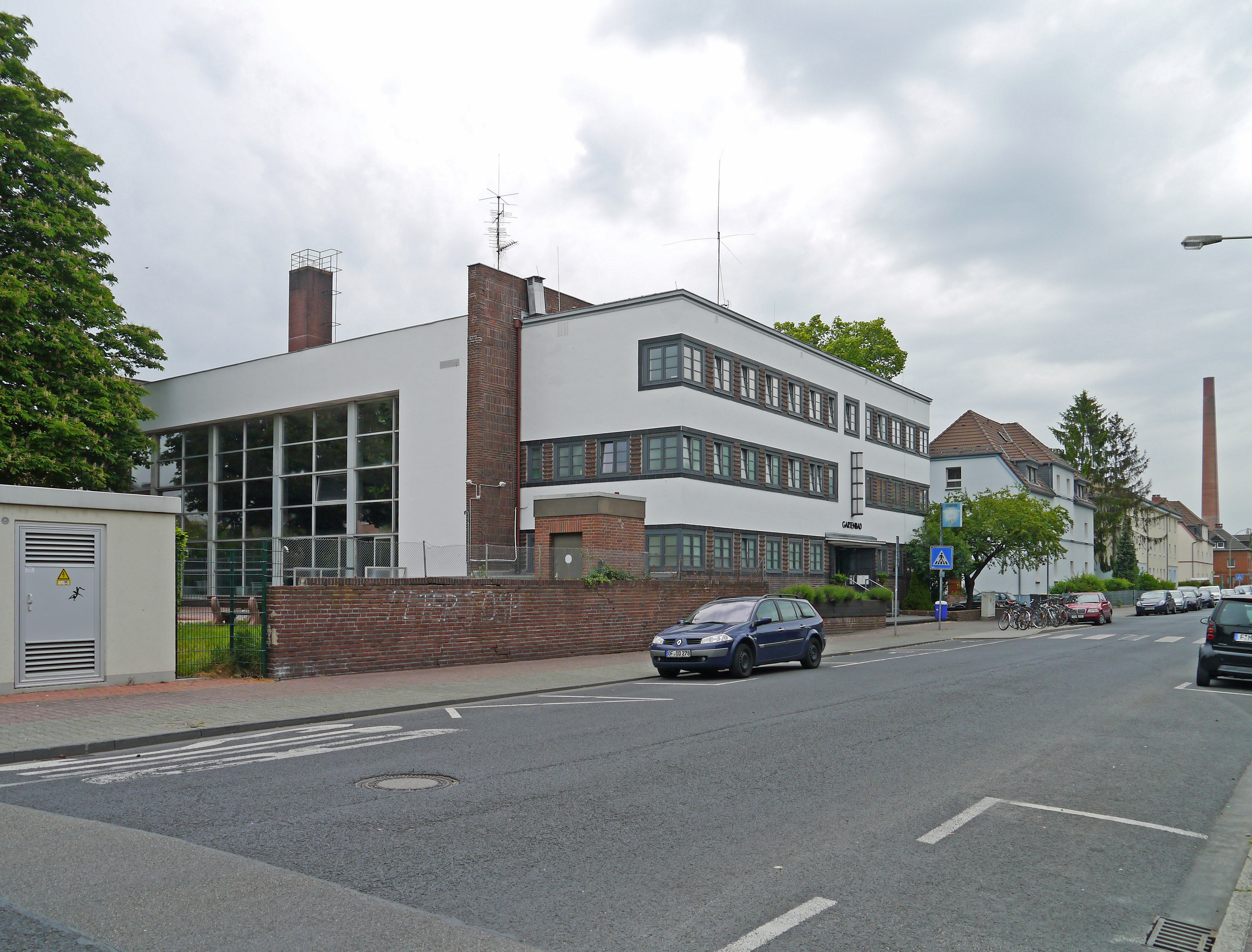
Gartenbad an der Konstanzer Straße

- Vechenheim (881, s. Einzelnachweis Seite 5–7)
- Vvechenheim (977, s. Einzelnachweis Seite 8–9)
- Vechenheim (1177–1189)
- Vechenheim (1236)
- Vechenheim (1242)
- Vechinheim (1257)

### Bedeutung des Ortsnamens
Der Wortursprung ist germanisch und später althochdeutsch. Aus grammatikalischer Herleitung rund um das Substantiv (germ.) „Feh“ sowie (ahd.) „Veh“ bedeutet der Name „Ort des bunt–gefleckten (Hermelin)-Pelzwerks“. Gelegentlich findbare Herleitungen rund um das Fisch„fach“ basieren auf der fehlerhaften Herleitung aus dem (ahd.) „Vah“ und sind unzutreffend.

### Neuzeit
Die Reformation setzte sich in der Grafschaft Hanau-Münzenberg in der Mitte des 16. Jahrhunderts zunächst in ihrer lutherischen Ausprägung durch. In einer „zweiten Reformation“, wurde die Konfession der Grafschaft Hanau-Münzenberg erneut gewechselt: Graf Philipp Ludwig II. verfolgte ab 1597 eine entschieden reformierte Kirchenpolitik. Er machte vom Jus reformandi Gebrauch, seinem Recht als Landesherr, die Konfession seiner Untertanen zu bestimmen, und setzte dies für die Grafschaft weitgehend als verbindlich durch. Da das römisch-katholische Bartholomäusstift sich weigerte, einen evangelischen Pfarrer einzusetzen, okkupierte die für den minderjährigen Grafen Philipp Ludwig I. von Hanau-Münzenberg regierende Vormundschaft das Besetzungsrecht für die Pfarrstelle und vereinigte Fechenheim kirchlich mit dem ebenfalls hanauischen Rumpenheim.
Nach dem Wechsel zum lutherischen Grafenhaus Hanau-Lichtenberg 1642 bildeten sich in vielen Orten der Grafschaft Hanau-Münzenberg auch wieder lutherische Gemeinden. Die in Fechenheim erhielt 1672 einen eigenen Pfarrer, der zugleich die lutherische Gemeinde in Bergen betreute. Daraufhin wurde 1719 auch die reformierte Gemeinde von Rumpenheim losgelöst und eine eigene Kirchengemeinde eingerichtet.
Nach dem Tod des letzten Hanauer Grafen, Johann Reinhard III., 1736 erbte Landgraf Friedrich I. von Hessen-Kassel aufgrund eines Erbvertrages aus dem Jahr 1643 die Grafschaft Hanau-Münzenberg und damit auch Fechenheim. Seitdem gehörte der Ort zur Landgrafschaft Hessen-Kassel, Amt Bergen (früheres Amt Bornheimerberg).
1765 wurde die Hanauer Landstraße als wichtiger Verkehrsweg zwischen Frankfurt und Hanau ausgebaut, Ende des 18. Jahrhunderts öffneten hier die ersten Gasthäuser „Zur Mainkur“.
Auf das Dorf und Gebiet von Fechenheim hatte das benachbarte südlich des Mains liegende Offenbach bzw. der dort residierende Fürst Wolfgang Ernst II. von Isenburg-Birstein ein Auge geworfen und wollte es in sein Fürstentum einverleiben. 1801 reiste deshalb der spätere Isenburger Chef-Minister Wolfgang Christian von Goldner mit Erbprinz Carl Friedrich nach Paris zu Verhandlungen über einen beabsichtigten Gebietstausch: Isenburg wollte seinen Anteil, die linke Bachseite des Dorfes Gelnhaar (gehört heute zur Gemeinde Ortenberg im Wetteraukreis), gegen das auf der rechten Mainseite – Offenbach direkt gegenüberliegende – Fechenheim tauschen. Die diplomatische Mission hatte jedoch keinen Erfolg.
Hessen-Kassel wurde 1803 zum Kurfürstentum Hessen erhoben und schloss sich der napoleonischen Konföderation Rheinbund nicht an. Deshalb wurde das kurhessische Fürstentum Hanau mit Fechenheim ab 1806 unter französische Militärverwaltung gestellt und gehörte dann von 1810 bis 1813 zum Großherzogtum Frankfurt, Departement Hanau. Anschließend fiel es an das 1815 auf dem Wiener Kongress wiederhergestellte Kurhessen zurück. Hier kam es 1821 zu einer grundlegenden Verwaltungsreform: Das Amt Bergen wurde dabei dem neugebildeten Landkreis Hanau zugeschlagen. Nach dem Krieg von 1866 stand Kurhessen auf der Verliererseite und wurde von Preußen zusammen mit Frankfurt, annektiert. Hier gehörte es nun zum Regierungsbezirk Wiesbaden der Provinz Hessen-Nassau.

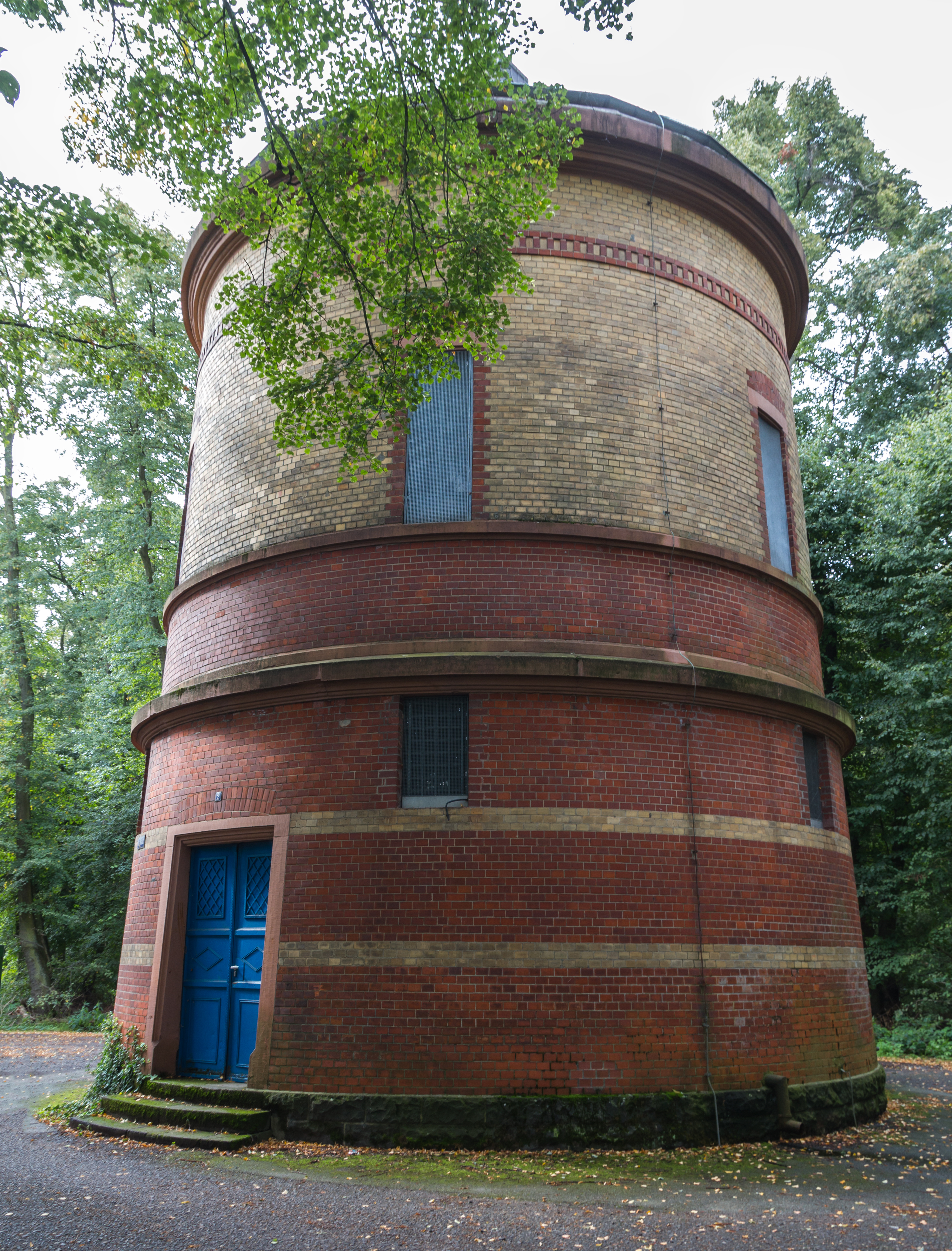
Zylindrischer Wasserturm von 1899 im Fechenheimer Wald

Schon 1848 erfolgte der Anschluss an die Frankfurt-Hanauer Eisenbahn. Der Bahnhof erhielt den Ortsnamen nicht in seiner Bezeichnung, sondern wurde „Mainkur“ genannt, da er aufgrund der damaligen Siedlungsstruktur etwa in der Mitte zwischen Enkheim und Fechenheim lag. Ab Mitte des 19. Jahrhunderts siedelten sich links und rechts der Hanauer Landstraße Industriebetriebe an, darunter die Cassella Farbwerke, die hier 1870 von Leo Gans gegründet wurden und mit 15 Arbeitern ihren Betrieb aufnahmen. Das Unternehmen wurde in den darauffolgenden Jahrzehnten der größte Arbeitgeber des Ortes und – nach der Eingemeindung – auch der Stadt Frankfurt.

### 20. Jahrhundert
Als nach dem Ersten Weltkrieg der Frankfurter Osthafen erweitert wurde und an die östliche Frankfurter Stadtgrenze stieß, nahm die Stadt Gespräche über eine Eingemeindung auf. Der Fechenheimer Bürgermeister Adolf Miersch (* 1887; † 1955) sowie der Frankfurter Oberbürgermeister Ludwig Landmann unterzeichneten am 17. Dezember 1926 den Eingemeindungsvertrag. Fechenheim, 10.000 Einwohner zählend und 711 Hektar groß, wurde danach am 1. April 1928 der damals östlichste Stadtteil Frankfurts. Dies war ein schwerer Verlust für den Landkreis Hanau, da Fechenheim einen erheblichen Anteil der Gewerbesteuer des Kreises erbrachte.
Das Gartenhallenbad Fechenheim wurde 1927 durch den Architekten und Hochschullehrer Martin Elsaesser konzipiert. Es war eine Gabe, um dem damals noch selbstständigen Ort den Entschluss zur Eingemeindung nach Frankfurt interessanter zu machen. Für die damalige Zeit war das Hallenbad eine revolutionäre Neuerung. Der Betrieb des ehemaligen städtischen Gartenhallenbades Fechenheim mit der dazugehörigen Sauna wurde 2003 von der Turngemeinde Bornheim übernommen. Der Saunabereich wurde von der TG Bornheim 2009 durch eine Blockhaus-Sauna ergänzt.

### Bevölkerungsentwicklung
Die Zahl der Einwohner von Fechenheim wuchs mit der Ansiedlung von Industriebetrieben zwischen 1850 und 1950 am stärksten; zur Zeit der Eingemeindung 1928 überschritt sie die 10.000-Einwohner-Marke. Nach dem Zweiten Weltkrieg verlangsamte sich das Bevölkerungswachstum, war zeitweise auch rückläufig.
- 1632: 46 Haushalte[6]

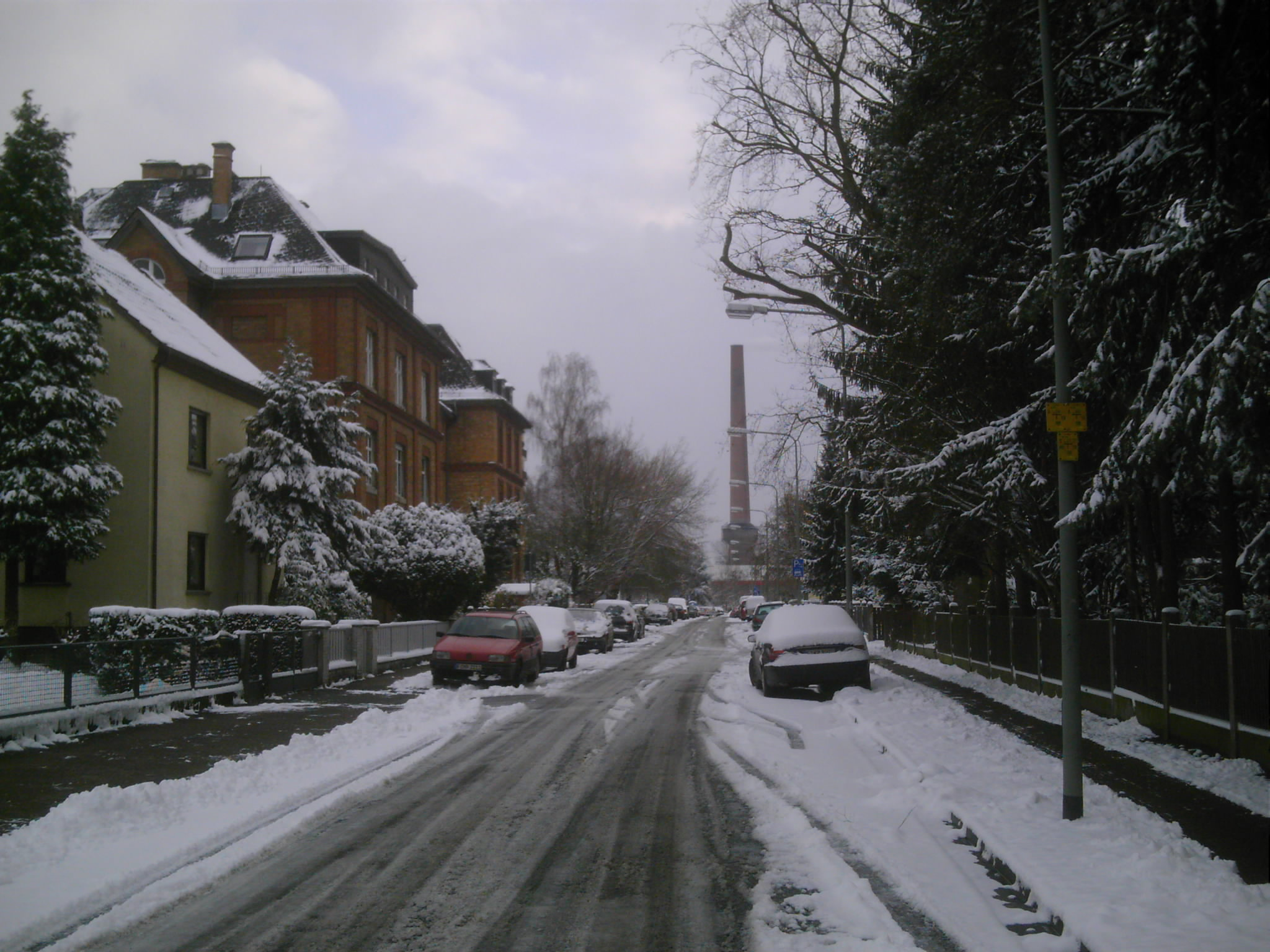
Fechenheim-Nord

- 1753: 105 Haushalte (zusammen 527 Personen)[6]

| Frankfurt-Fechenheim: Einwohnerzahlen von 1834 bis 2019 | Frankfurt-Fechenheim: Einwohnerzahlen von 1834 bis 2019 | Frankfurt-Fechenheim: Einwohnerzahlen von 1834 bis 2019 | Frankfurt-Fechenheim: Einwohnerzahlen von 1834 bis 2019 | Frankfurt-Fechenheim: Einwohnerzahlen von 1834 bis 2019 |
| ------------------------------------------------------- | ------------------------------------------------------- | ------------------------------------------------------- | ------------------------------------------------------- | ------------------------------------------------------- |
| Jahr                                                    |                                                         |                                                         |                                                         | Einwohner                                               |
| 1834                                                    | 1834                                                    |                                                         | 1.228                                                   | 1.228                                                   |
| 1840                                                    | 1840                                                    |                                                         | 1.257                                                   | 1.257                                                   |
| 1846                                                    | 1846                                                    |                                                         | 1.359                                                   | 1.359                                                   |
| 1852                                                    | 1852                                                    |                                                         | 1.463                                                   | 1.463                                                   |
| 1858                                                    | 1858                                                    |                                                         | 1.486                                                   | 1.486                                                   |
| 1864                                                    | 1864                                                    |                                                         | 1.672                                                   | 1.672                                                   |
| 1871                                                    | 1871                                                    |                                                         | 2.027                                                   | 2.027                                                   |
| 1875                                                    | 1875                                                    |                                                         | 2.273                                                   | 2.273                                                   |
| 1885                                                    | 1885                                                    |                                                         | 2.635                                                   | 2.635                                                   |
| 1895                                                    | 1895                                                    |                                                         | 4.359                                                   | 4.359                                                   |
| 1905                                                    | 1905                                                    |                                                         | 7.645                                                   | 7.645                                                   |
| 1910                                                    | 1910                                                    |                                                         | 8.524                                                   | 8.524                                                   |
| 1925                                                    | 1925                                                    |                                                         | 9.623                                                   | 9.623                                                   |
| 1933                                                    | 1933                                                    |                                                         | ?                                                       | ?                                                       |
| 1939                                                    | 1939                                                    |                                                         | ?                                                       | ?                                                       |
| 1946                                                    | 1946                                                    |                                                         | ?                                                       | ?                                                       |
| 1950                                                    | 1950                                                    |                                                         | 12.000                                                  | 12.000                                                  |
| 1963                                                    | 1963                                                    |                                                         | 14.000                                                  | 14.000                                                  |
| 1972                                                    | 1972                                                    |                                                         | 17.331                                                  | 17.331                                                  |
| 1980                                                    | 1980                                                    |                                                         | 7.904                                                   | 7.904                                                   |
| 1990                                                    | 1990                                                    |                                                         | ?                                                       | ?                                                       |
| 2001                                                    | 2001                                                    |                                                         | 15.254                                                  | 15.254                                                  |
| 2006                                                    | 2006                                                    |                                                         | 15.969                                                  | 15.969                                                  |
| 2014                                                    | 2014                                                    |                                                         | 18.111                                                  | 18.111                                                  |
| 2019                                                    | 2019                                                    |                                                         | 18.111                                                  | 18.111                                                  |
| Quelle(n): ; Stadt Frankfurt                            |                                                         |                                                         |                                                         |                                                         |

### Die Grenzsteine von Fechenheim
Im Zeitraum von 1746 bis 1856 wurden entlang der Gemeindegrenze von Fechenheim insgesamt 109 Grenzsteine gesetzt, Während die Mehrzahl dieser Steine der intensiven Stadt-Bebauung zum Opfer fiel, sind einige Steine besonders an der nördlichen Grenze Fechenheims gut erhalten. Insgesamt lassen sich 11 Grenzsteine entlang der ehemaligen Gemeindegrenze zu Seckbach und Bergen (Heute Bergen-Enkheim) auffinden. Die Steine weisen nach Süden den Buchstaben F (für Fechenheim) und nach Norden den Buchstaben B (für Bergen) auf. Die Jahreszahlen der Aufstellung sind mit „1766“ bzw. „1855“ ebenfalls noch gut leserlich. Im Flurstück „Teufelsgraben/Holzwiese“ befindet sich ein sog. Dreimärker-Stein, der die Grenze zwischen Fechenheim, Seckbach und Bergen kennzeichnet. Nach Auskunft des Denkmal-Amtes Frankfurt (Januar 2023) sind insbesondere die Steine A-B-C, obwohl sehr nahe am Trassenverlauf der Ausbaumaßnahme „Riederwaldtunnel“ liegend, nicht betroffen und sollen erhalten bleiben. Eine Besonderheit dieser noch erhaltenen Grenzsteine ist deren Lage. Einige Steine sind in dichtem Unterholz/Gestrüpp nahezu unzugänglich und lediglich durch Verfolgung des ursprünglichen Grenzgrabens auffindbar.

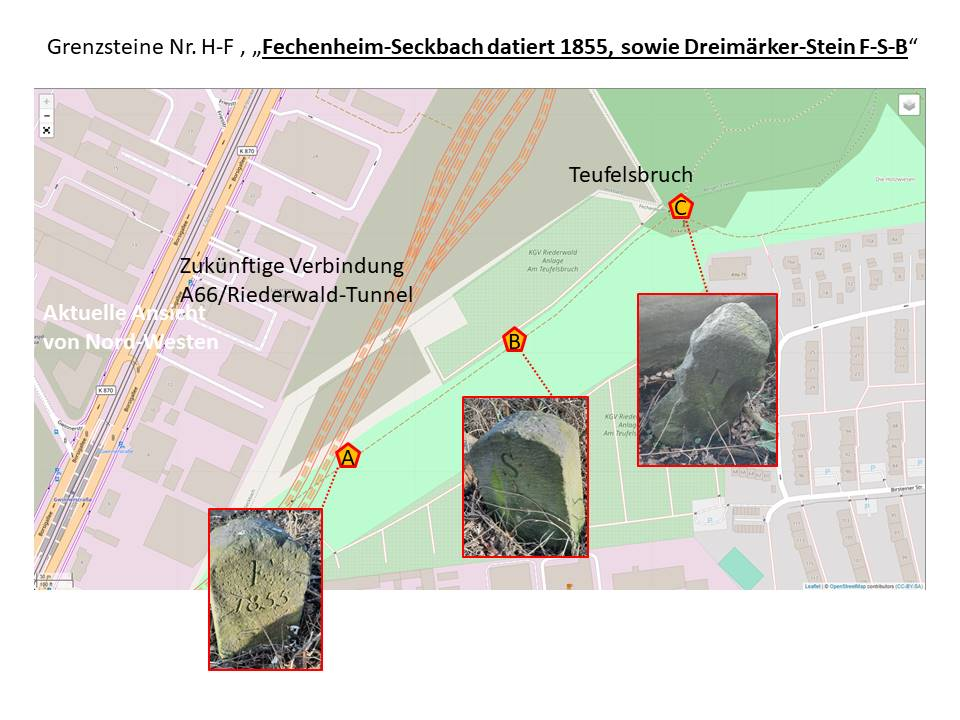
Drei Fechenheimer Grenzsteine, nordwestliche Grenze, Kennzeichnung A,B,C
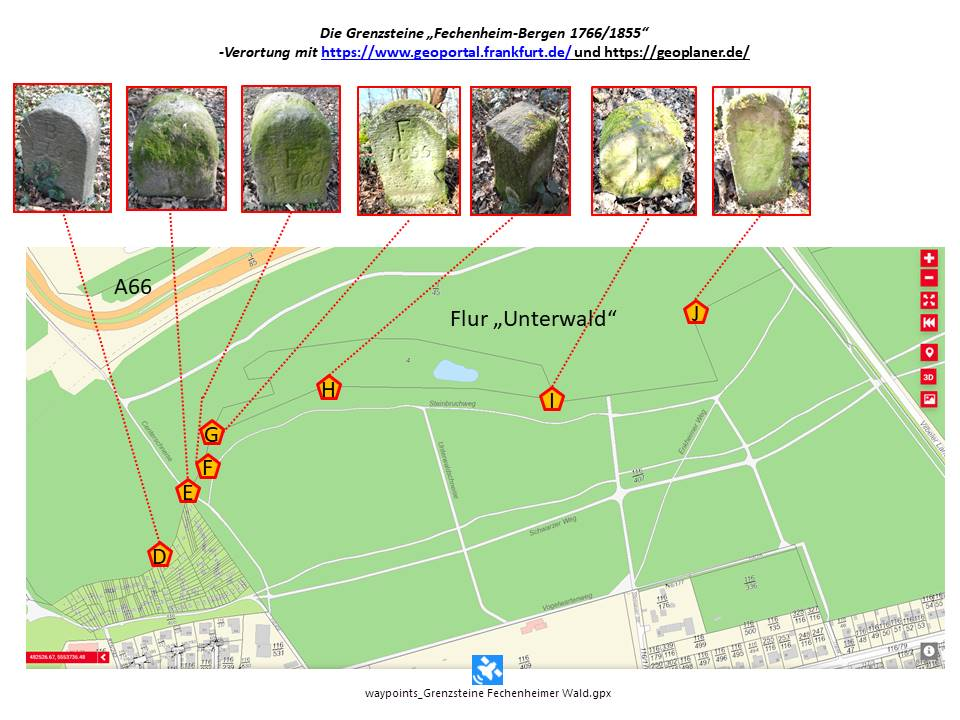
Sieben Fechenheimer Grenzsteine nördliche Grenze Kennzeichnung D bis J
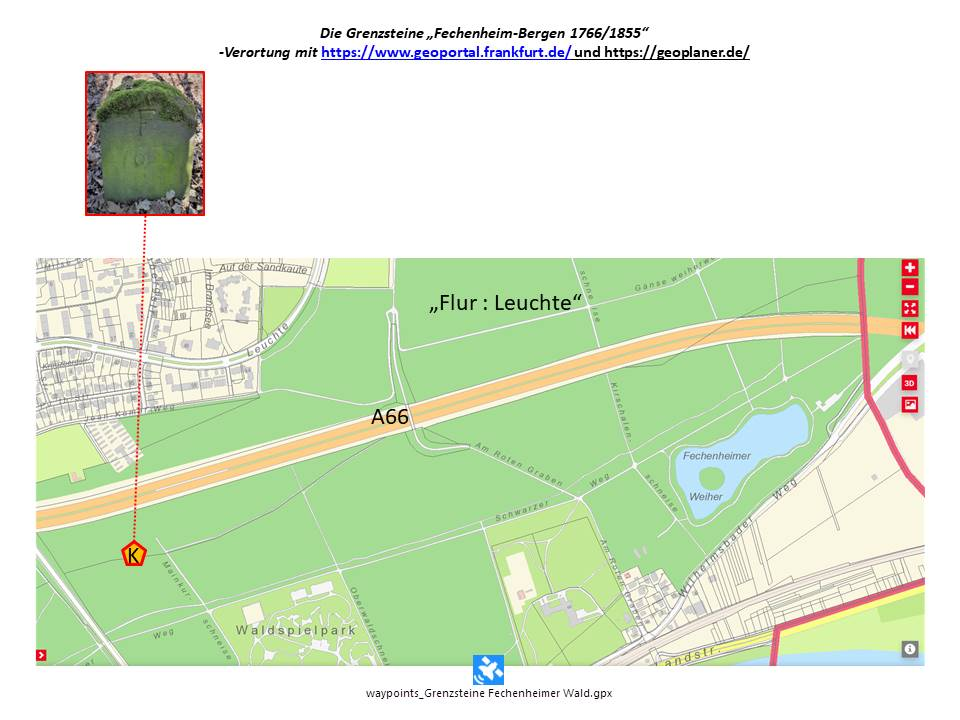
Ein Fechenheimer Grenzstein östlich der Vilbeler Landstrasse, Kennzeichnung K

## Kirchen und Religion
Spätestens 977 bestand eine Kirche, die dem Stift St. Bartholomäus in Frankfurt gehörte, 1257 eine Kapelle mit dem Patrozinium der Apostel Philippus und Jakobus. Um 1395 bestand eine eigene Pfarrei. Das Kirchenpatronat gehörte ursprünglich dem Stift St. Bartholomäus. Kirchliche Mittelbehörden war das Archidiakonat des Propstes von St. Bartholomäus in Frankfurt.
Die Reformation setzte sich in der Grafschaft Hanau-Münzenberg in der Mitte des 16. Jahrhunderts zunächst in ihrer lutherischen Ausprägung durch. In einer „zweiten Reformation“, wurde die Konfession der Grafschaft Hanau-Münzenberg erneut gewechselt: Graf Philipp Ludwig II. verfolgte ab 1597 eine entschieden reformierte Kirchenpolitik. Er machte von seinem Jus reformandi, seinem Recht als Landesherr Gebrauch, die Konfession seiner Untertanen zu bestimmen, und setzte dies für die Grafschaft weitgehend als verbindlich durch.
Die der evangelischen Melanchthonkirche stammt aus dem Jahr 1772, die römisch-katholische Herz-Jesu-Kirche von 1895/1896. Ferner gibt es eine neuapostolische Gemeinde sowie eine Moschee und einen buddhistischen Tempel. Der Friedhof Fechenheim wurde 1845 angelegt.

## Verkehr

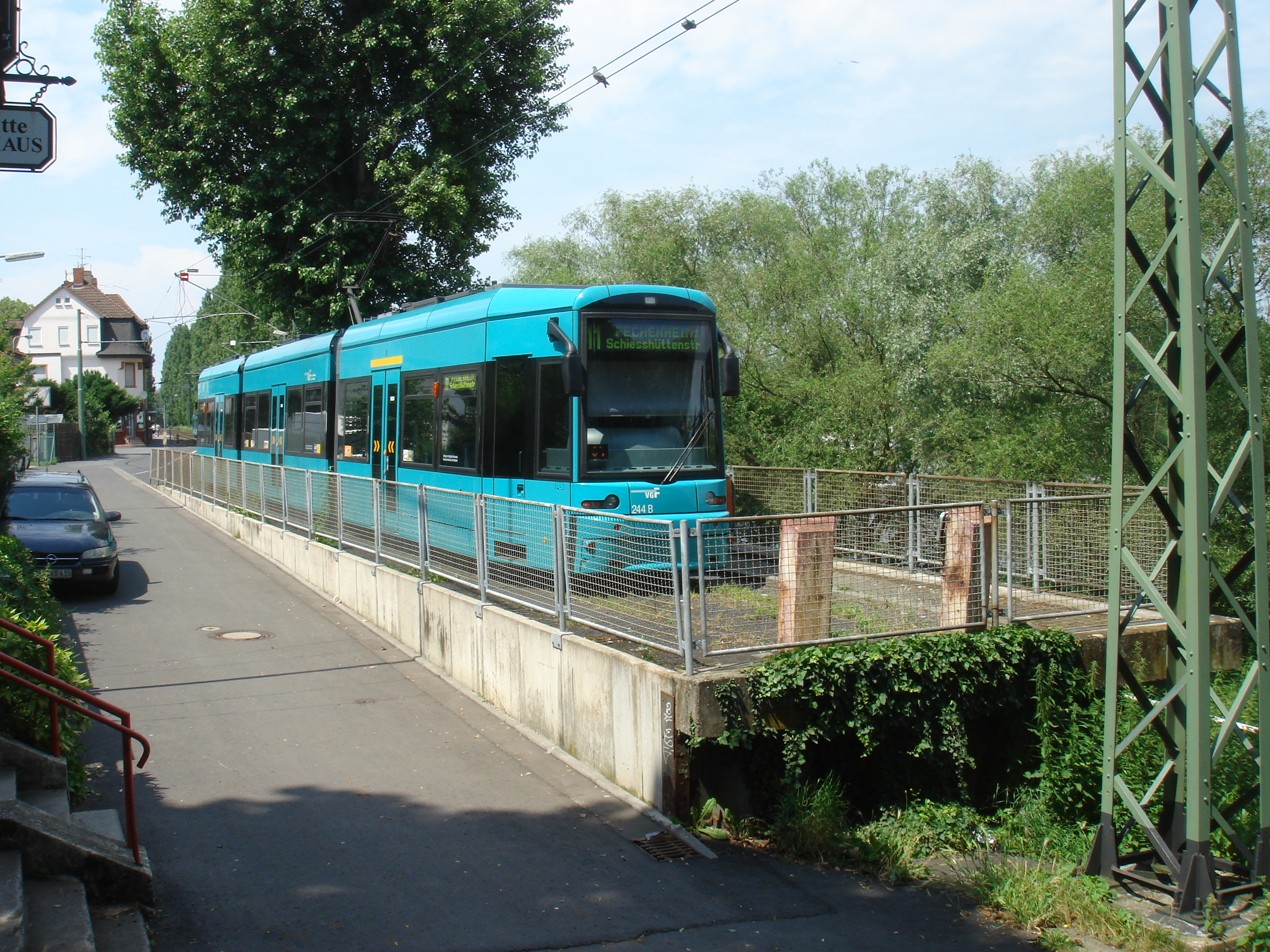
Endstation Schießhüttenstraße der Straßenbahnlinie 11, 2007

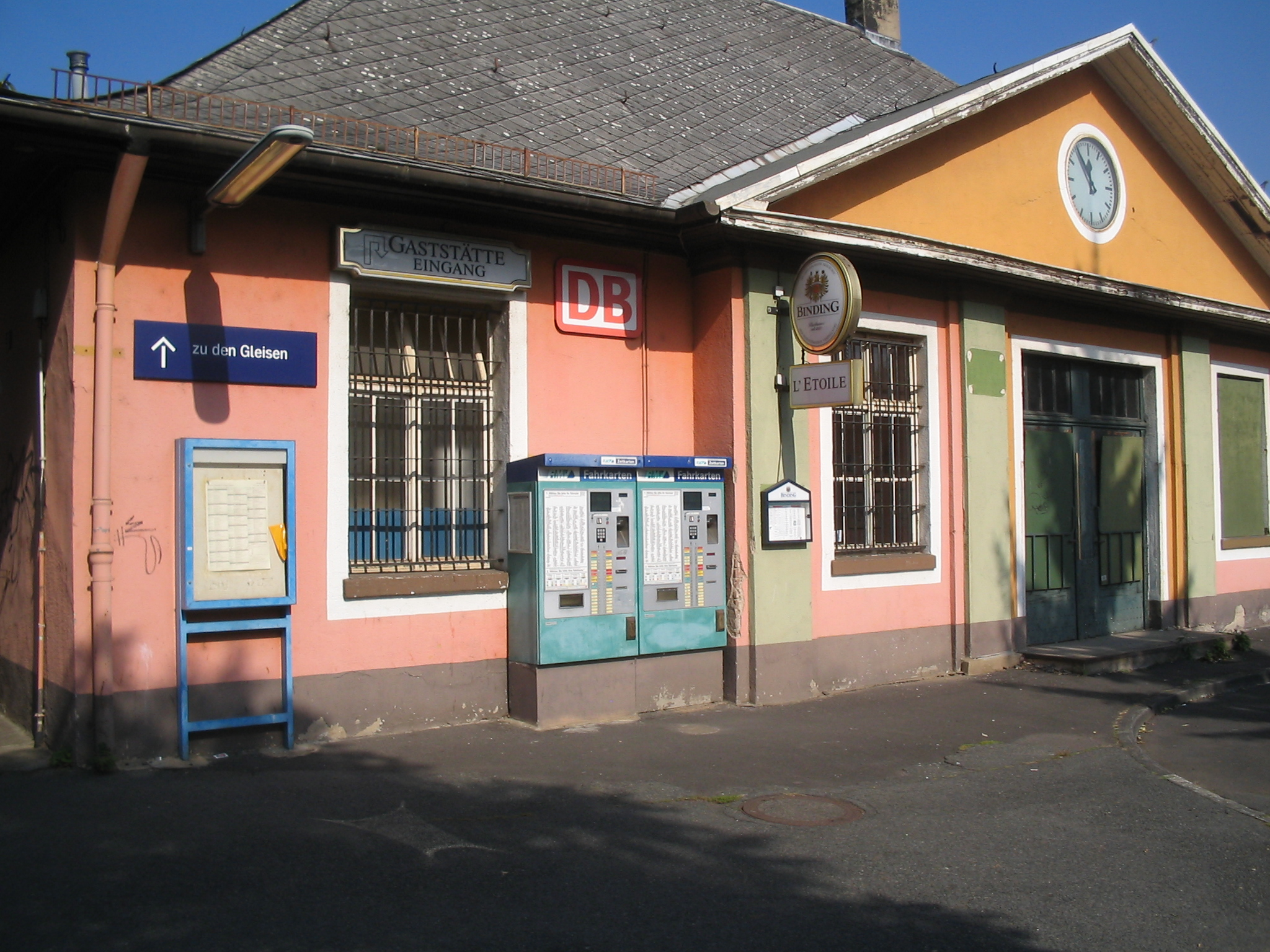
Bahnhof Mainkur, Empfangsgebäude, 2007

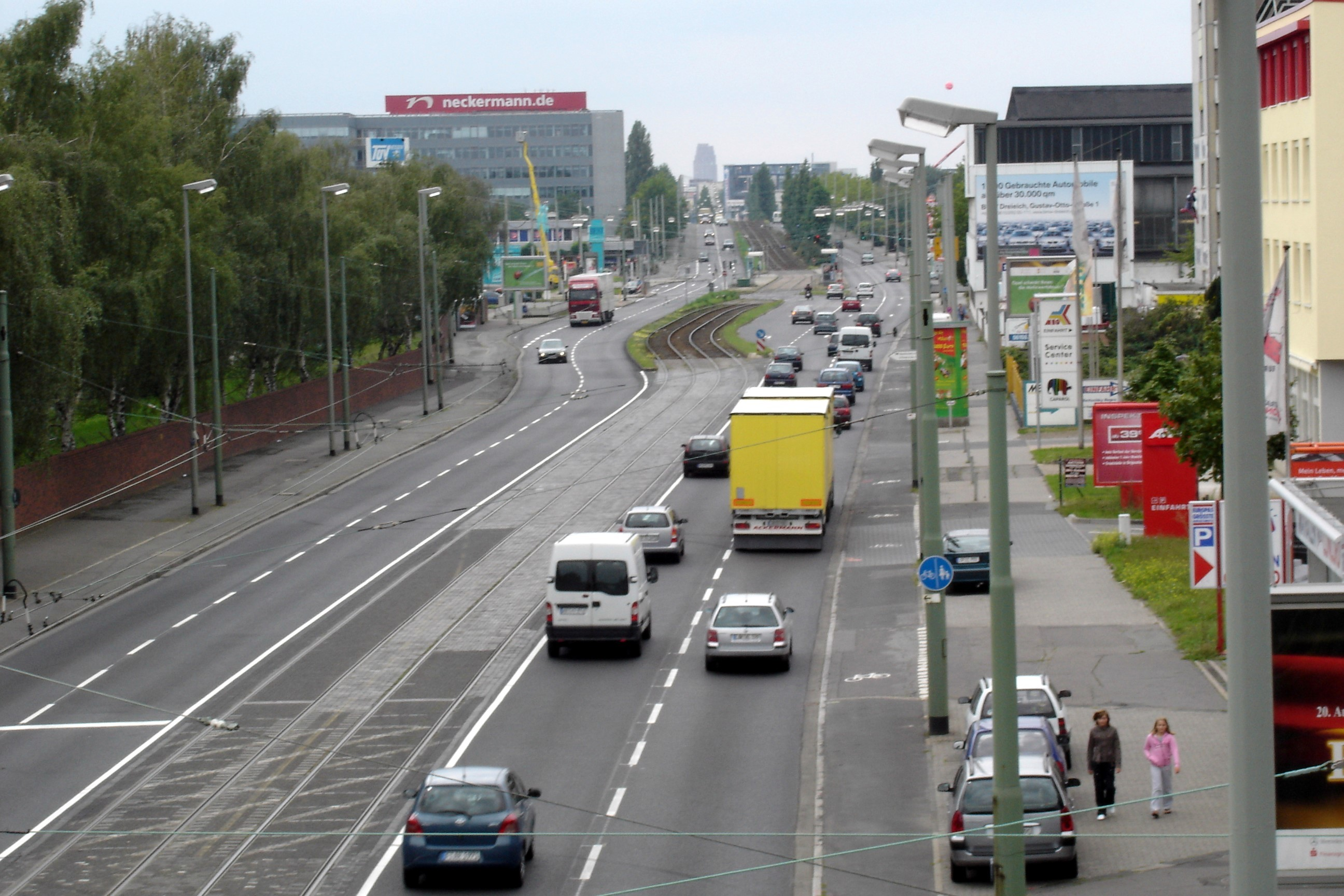
Hanauer Landstraße stadteinwärts in Höhe Cassellastraße, 2006

### Straßenbahnlinien 11 und 12
Die Verlängerung der Straßenbahn nach Fechenheim wurde nach der Eingemeindung im Oktober 1928 begonnen. Heute bedienen die Linien 11 und 12 der Frankfurter Straßenbahn den Stadtteil. Die Linie 12 fährt bis zum Industriegebiet, während die Linie 11 weiter in das Wohngebiet Alt-Fechenheim bis zur Endhaltestelle Schießhüttenstraße verkehrt.
| Linie | Verlauf | Takt                                      |
| ----- | --- | ----------------------------------------- |
| 11    | Höchst Zuckschwerdtstraße – Nied Kirche – Griesheim – Gallus – Galluswarte – Hauptbahnhof – Willy-Brandt-Platz – Altstadt – Ostendstraße – Ostbahnhof – Mainkur Bahnhof – Fechenheim Schießhüttenstraße                                      | 10 min 7/8 min (wochentags an Schultagen) |
| 12    | Schwanheim Rheinlandstraße – Bürostadt Niederrad – Niederrad Bahnhof – Niederrad – Hauptbahnhof/Münchener Straße – Willy-Brandt-Platz – Konstablerwache – Bornheim Mitte – Eissporthalle/Festplatz – Fechenheim Hugo-Junkers-Straße/Schleife | 10 min (werktags) 30 min (so/feiertags)   |

### Bahnhof Mainkur
Fechenheim ist über den Bahnhof Frankfurt-Mainkur an das Regionalbahnnetz angebunden. Der Bahnhof liegt an der Bahnstrecke Frankfurt–Hanau. Beim Bau der Nordmainischen S-Bahn soll er durch einen neuen Haltepunkt
Frankfurt-Fechenheim, etwa einen Kilometer westlich des heutigen Bahnhofs, ersetzt werden.

### Hanauer Landstraße
Die Hanauer Landstraße verbindet Fechenheim über das Ostend mit der Innenstadt und trennt den Stadtteil in die beiden Stadtbezirke Fechenheim-Nord und Fechenheim-Süd. Über sie ist Fechenheim an die Bundesautobahn 66 (Richtung Hanau und Fulda) und an die Bundesautobahn 661 (Egelsbach–Oberursel (Taunus)) angebunden. Die Hanauer Landstraße ist auch die „umsatzstärkste“ Straße im Frankfurter Osten.

### Osthafen
Der Frankfurter Osthafen, dessen östlicher Randbereich (ab Ufer Becken Oberhafen II) zu Fechenheim gehört, stellt die Verbindung zum Binnenschiffverkehr her.

## Wirtschaft

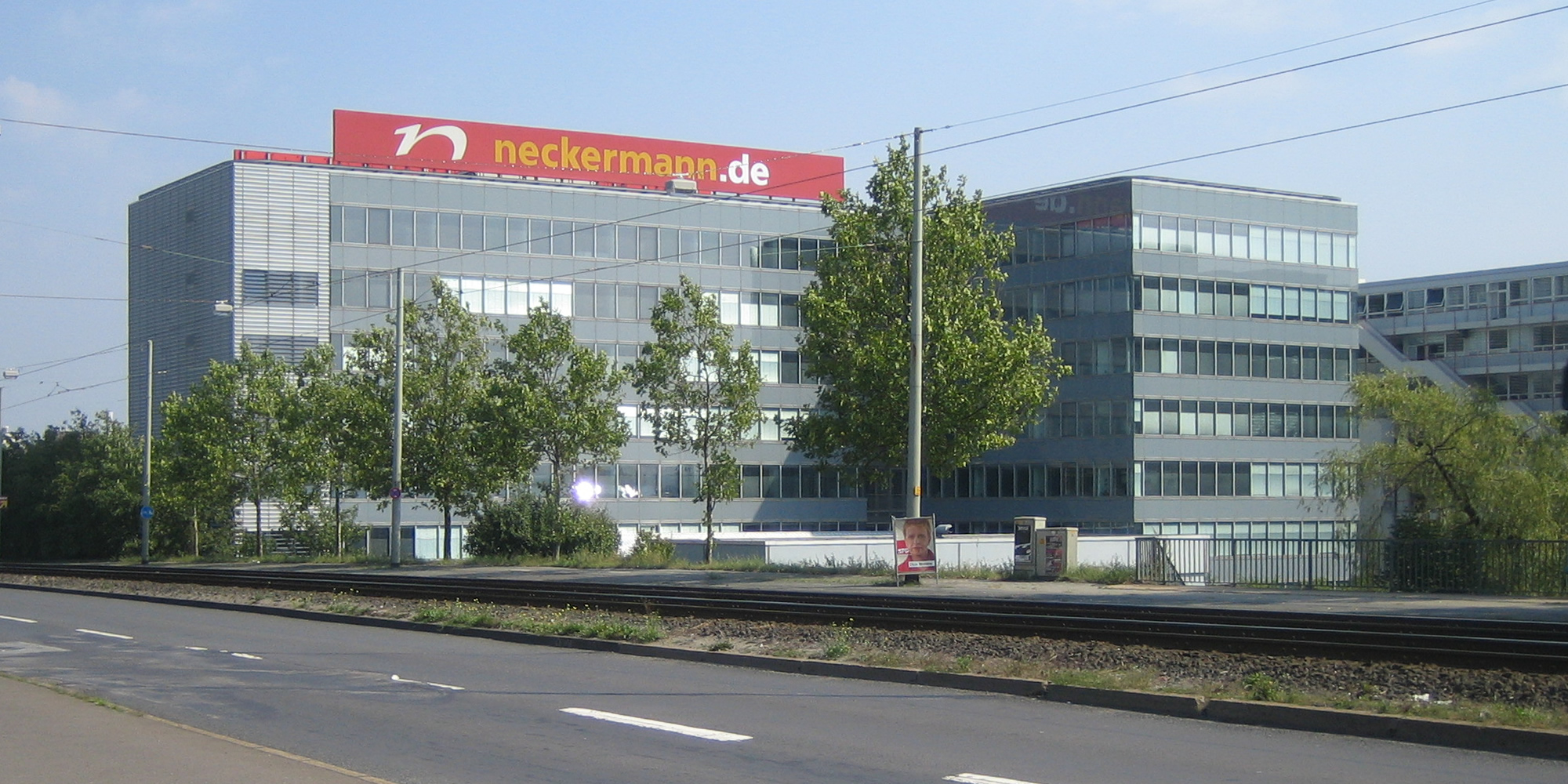
Neckermann-Zentrale, 2005

Entlang der Hanauer Landstraße gibt es zahlreiche Unternehmen, zum Beispiel die AllessaChemie GmbH, die Norddeutsche Fleischzentrale GmbH, die MM Metalltech GmbH, die Glockenbrot Bäckerei GmbH, zahlreiche Autohäuser, eine große Autowaschstraße (Mr. Wash) und die Spedition DB Schenker.

## Sehenswürdigkeiten
Als Wahrzeichen des Stadtteils gelten das historische Rathaus sowie die beiden Kirchen.

## Schulen
- Freiligrathschule (Grundschule),
- Schule am Mainbogen (integrierte Gesamtschule),
- Konrad-Haenisch-Schule,
- Freie Christliche Schule

## Grünanlagen

### Fechenheimer Mainufer

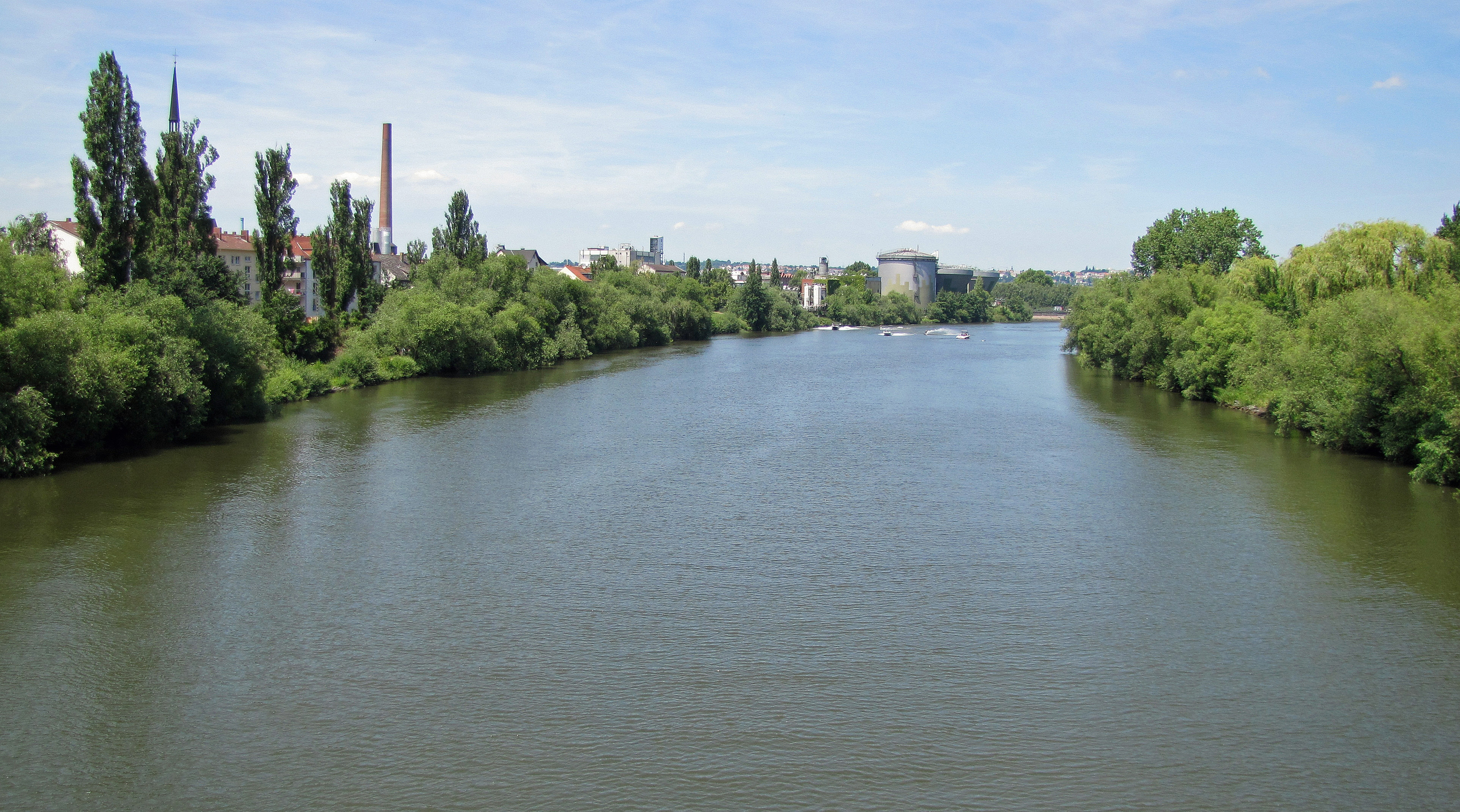
Fechenheimer Mainufer, 2010

Das Fechenheimer Ufer und der Mainbogen beginnen östlich der Mainkur an der Stadtgrenze zu Maintal-Bischofsheim. Unmittelbar nach der dortigen Linkskurve des Mains liegt rechtsseitig die Schiffsanlegestelle der AllessaChemie. Ebenfalls dort beginnt eine Pappelallee, die sich fast bis zum Osthafen erstreckt. Der Arthur-von-Weinberg-Steg verbindet in Höhe der gleichnamigen Straßenbahnhaltestelle (ehemals „Fechenheim Post“) den Stadtteil für Fußgänger und Radfahrer mit dem Offenbacher Stadtteil Bürgel. Außerdem befindet sich dort eine Anlegestelle für die Ausflugsschiffe nach Rüdesheim und Aschaffenburg. Weiter südlich gegenüber der Offenbacher Innenstadt verbindet die Carl-Ulrich-Brücke den Stadtteil mit Offenbach. Der Fechenheimer Mainbogen ist Teil des Frankfurter Grüngürtels, der als Landschaftsschutzgebiet ausgewiesen ist. Der Uferweg diente in vergangenen Tagen als Leinpfad.

### Fechenheimer Wald
Der Fechenheimer Wald (auch: Fecher, Fechi) nördlich des Stadtteils ist ebenfalls Teil des Grüngürtels. Er besteht überwiegend aus alten Eichen, Hainbuchen und Douglasien, die auf sandigen Ablagerungen des alten Mainbetts stehen. Etwa im Jahr 1870 entstand im Wald aus einer ehemaligen Kiesgrube der Fechenheimer Weiher, der in den 1960er-Jahren zur heutigen Größe von 2,6 Hektar erweitert wurde, und 1969 wurde der 8,62 Hektar große Waldspielpark „Heinrich-Kraft-Park“ eingerichtet. Der Fechenheimer Wald ist durch die Bundesautobahn 66 vom Enkheimer Wald getrennt. Da sich dort ein Wasserwerk zur Trinkwasserversorgung der östlichen Frankfurter Stadtteile befindet, ist auch das gesamte Gebiet des angrenzenden Fechenheimer Waldes als Trinkwasserschutzgebiet ausgewiesen. Seit September 2021 gab es Baumbesetzungen auf der geplanten Trasse des Riederwaldtunnels. Die Aktivisten, darunter auch Anwohner aus den BIs, protestierten und lebten dort in einem „Baumhausdorf“, das auch einige Bodenstrukturen aufwies. Im Januar 2023 wurde letztinstanzlich entschieden, dass die Teilrodung zum Zweck der Fortführung der A66 beginnen könne. 1800 Einsatzkräfte rückten am 18. Januar 2023 an, um die Besetzung innerhalb von drei Tagen aufzulösen. Durch seinen Eilantrag hatte der Bundesverband der Naturfreunde den Lebensraum des Heldbockkäfers schützen wollen.

## Vereine
- Philharmonie Fechenheim e. V.
- Freiwillige Feuerwehr Fechenheim
- Heimat- und Geschichtsverein Fechenheim e. V.[15]
- Deutsche Pfadfinder Sankt Georg (DPSG) Normannen, Fechenheim
- DLRG-Ortsgruppe Fechenheim (Bezirk Frankfurt am Main e. V.)
- TSG Fechenheim
- Schachverein 1926 Fechenheim
- TG Bornheim
- SpVgg Fechenheim 03
- Schwarze 11
- Hemdeklunkis
- FC Juz Fechenheim 83 e.V